# Fryderyk
De Fryderyk wordt algemeen beschouwd als de belangrijkste Poolse muziekprijs, vergelijkbaar met de Nederlandse Edisons. De onderscheidingen worden jaarlijks uitgereikt om artistieke en technische prestaties in het muziekvak te eren. De prijs is vernoemd naar de Poolse componist en virtuoos pianist, Frédéric Chopin.

## Categorieën
Sinds de oprichting van de prijs in 1994 kwamen er regelmatig nieuwe categorieën bij. Hedendaags zijn de prijzen op te delen in drie hoofdcategorieën; popmuziek, klassieke muziek en jazz.

## Meest onderscheiden artiesten

### Popmuziek
| #  | Artiest             | Gewonnen | Nominaties |
| -- | ------------------- | -------- | ---------- |
| 1. | Kasia Nosowska      | 21       | 53         |
| 2. | Grzegorz Ciechowski | 11       | 24         |
| 3. | Kayah               | 8        | 32         |
| 4. | Grzegorz Turnau     | 8        | 19         |
| 5. | Myslovitz           | 7        | 30         |

1 Merk op dat de nominaties en prijzen van Kasia Nosowska (van Hey) en Grzegorz Ciechowski (van Republika) niet enkel individuele prijzen zijn maar ook prijzen die ze als groep zijnde gewonnen hebben. Individueel is het aantal nominaties en prijzen lager dan hierboven aangegeven.

### Klassieke muziek
| #  | Artiest           | Gewonnen | Nominaties |
| -- | ----------------- | -------- | ---------- |
| 1. | OSFN              | 5        | 22         |
| 2. | Sinfonia Varsovia | 5        | 22         |
| 3. | Janusz Olejniczak | 5        | 12         |
| 4. | Jerzy Maksymiuk   | 4        | 12         |
| 5. | Jadwiga Rappé     | 4        | 9          |

### Jazz
| #  | Artiest             | Gewonnen | Nominaties |
| -- | ------------------- | -------- | ---------- |
| 1. | Tomasz Stańko       | 6        | 6          |
| 2. | Piotr Wojtasik      | 2        | 6          |
| 3. | Andrzej Jagodzinski | 2        | 4          |
| 4. | Henryk Miśkiewicz   | 1        | 8          |

## Beste buitenlandse album
| Jaar | Artiest               | Album                             |
| ---- | --------------------- | --------------------------------- |
| 2012 | Adele                 | 21                                |
| 2011 | Kings of Leon         | Come Around Sundown               |
| 2010 | Alice in Chains       | Black Gives Way to Blue           |
| 2009 | Erykah Badu           | New Amerykah, Part One            |
| 2008 | Foo Fighters          | Echoes, Silence, Patience & Grace |
| 2006 | Red Hot Chili Peppers | Stadium Arcadium                  |
| 2005 | Coldplay              | X&Y                               |
| 2004 | Prince                | Musicology                        |
| 2003 | Dido                  | Life for Rent                     |
| 2002 | Red Hot Chili Peppers | By The Way                        |
| 2001 | Leonard Cohen         | Ten New Songs                     |
| 2000 | U2                    | All That You Can't Leave Behind   |
| 1999 | Santana               | Supernatural                      |
| 1998 | Madonna               | Ray Of Light                      |
| 1997 | The Rolling Stones    | Bridges To Babylon                |
| 1996 | George Michael        | Older                             |
| 1995 | Queen                 | Made In Heaven                    |
| 1994 | Pink Floyd            | The Division Bell                 |